# Patrick Baehr
Patrick Alexander Christopher Baehr (Berlijn, 30 juni 1992) is een Duits acteur en hij doet aan nasynchronisatie. Hij groeide op in de Berlijnse wijk Spandau.
Baehr speelde in meer dan dertig verschillende films en televisieseries. Hij was onder andere te zien in Tatort en SOKO Wismar. Tussen november 2005 en december 2007 speelde Baehr de rol van Anton Mahnke in de jeugdserie Schloss Einstein.
In april 2012 werd bekend dat Baehr de hoofdrol ging spelen in Hotel 13.

## Filmografie
- 1998: Die Sternbergs (televisieserie, afleveringen 1×01, 1×15)
- 1998: Happy Birthday
- 1999: Klinikum Berlin Mitte – Leben in Bereitschaft (televisieserie, aflevering 1×01)
- 2000: Alle Kinder brauchen Liebe (televisiefilm)
- 2000: Der letzte Zeuge (televisieserie, aflevering 3×02)
- 2000–2001: Victor – Der Schutzengel (pilotfilm en 10-delige fantasyserie)
- 2001: Opferlamm – Zwischen Liebe und Haß (televisiefilm)
- 2001: Tatort – Bienzle und der süße Tod (televisieserie)
- 2001: Im Namen des Gesetzes (televisieserie, 7×02)
- 2001: Wolffs Revier (televisieserie, aflevering 10×03)
- 2002: In aller Freundschaft (televisieserie, aflevering 5×10)
- 2002: Der letzte Zeuge (televisieserie, aflevering 4×05)
- 2002: Auch erben will gelernt sein (televisiefilm)
- 2002: Das beste Stück (televisiefilm)
- 2003: Unser Charly (televisieserie, aflevering 8×11)
- 2002–2003: Ein Gauner namens Papa (televisieserie; Sat.1)
- 2003: Für immer im Herzen (televisiefilm)
- 2004: Der Mörder meines Vaters (televisiefilm)
- 2004: SOKO Wismar (televisieserie, aflevering 1×09)
- 2004: Der Heiland auf dem Eiland (televisieserie, afleveringen 2×07–2×08)
- 2006–2007: Schloss Einstein (televisieserie, afleveringen 393–480)
- 2007: Meine wunderbare Familie (televisieserie, aflevering 1×02)
- 2009: Unser Charly (televisieserie, aflevering 14×07)
- 2011: Jugendliebe (televisieserie)
- 2011: Lügen haben linke Hände (televisiefilm)
- 2012: SOKO Kitzbühel
- 2012: In aller Freundschaft (televisieserie, aflevering 15×12)
- 2012: Die sechs Schwäne (televisiefilm)
- 2012: SOKO Leipzig (televisieserie, aflevering 11×18)
- 2012–2014: Hotel 13 (televisieserie)
- 2012: Nur eine Nacht (televisiefilm)
- 2014: Nick battle (1 aflevering
- 2014: In Your Dreams – Sommer deines Lebens (televisieserie)
- 2014: SOKO Kitzbühel (televisieserie)

## Nasychronisatie

### Films
- 2002: Roter Drache – Tyler Patrick Jones als Josh Graham
- 2004: Thunderbirds – Soren Fulton als Fermat
- 2004: Birth – Cameron Bright als Sean
- 2006: Oh je, du Fröhliche – Tyler James Williams als Charlie Goldfinch
- 2006: Black Snake Moan – Neimus K. Williams als Lincoln
- 2006: Noch einmal Ferien – Jascha Washington als Darius
- 2008: Der Goldene Kompass – Freddie Highmore als Pantalaimon
- 2008: Das Hundehotel – Johnny Simmons als Dave
- 2008: Skin – Schrei nach Gerechtigkeit – Hannes Brummer als Leon Laing
- 2009: Mitternachtszirkus – Willkommen in der Welt der Vampire – Chris Massoglia als Darren Shan
- 2009: Slumdog Millionär – Ashutosh Lobo Gajiwala als Salim (teenager)
- 2009: Das Mädchen mit dem Zauberhaar – Akira Egami als Tatsuyoshi
- 2009-2011: The Suite - Life on Deck
- 2010: Kick-Ass – Clark Duke als Marty
- 2010: Augustinus – Matteo Urzia als Augustinus (15 jaar)
- 2010: Soul Boy – Samson Odhiambo als Abila
- 2011: Happy New Year – Jake T. Austin als Seth
- 2011: Von der Kunst, sich durchzumogeln – Freddie Highmore als George Zinavoy
- 2011: Ziemlich beste Freunde – Thomas Solivéres als Bastien
- 2012: John Carter – Zwischen zwei Welten – Daryl Sabara als Edgar Rice Burroughs
- 2012: Life of Pi: Schiffbruch mit Tiger – Suraj Sharma als Pi Patel
- 2013: Kick-Ass 2 – Clark Duke als Marty
- 2013: Wir sind die Millers – Will Poulter als Kenny Rossmore
- 2013: Prakti.com – Tobit Raphael als Yo–Yo Santos
- 2013: The Purge – Die Säuberung – Max Burkholder als Charlie Sandin
- 2014: The Zero Theorem – Lucas Hedges als Bob
- 2014: Boyhood – Ellar Coltrane als Mason (ouder)
- 2014: Die Boxtrolls – Isaac Hempstead–Wright als Eggs
- 2014: Maze Runner – Die Auserwählten im Labyrinth – Jacob Latimore als Jeff
- 2014: Hüter der Erinnerung – The Giver – Cameron Monaghan als Asher
- 2016: Sing – Taron Egerton als Johnny
- 2016: Phantastische Tierwesen und wo sie zu finden sind – Ezra Miller als Credence Barebone
- 2016: Survival Game – Artyom Suchkov als Ivan
- 2017: Justice League – Ezra Miller als Barry Allen / The Flash
- 2017: Happy Deathday – Israel Broussard als Carter Davis
- 2018: Phantastische Tierwesen: Grindelwalds Verbrechen – Ezra Miller als Credence Barebone
- 2019: Jumanji: The Next Level – Alex Wolff als Spencer
- 2019: Royal Corgi – Der Liebling der Queen – Jack Whitehall als Rex
- 2021: Sing – Die Show deines Lebens – Taron Egerton als Johnny
- 2022: Rot als Aaron Z.
- 2022: Halloween Ends – Rohan Campbell als Corey Cunningham
- 2022: Phantastische Tierwesen: Dumbledores Geheimnisse – Ezra Miller als Credence Barebone / Aurelius Dumbledore
- 2023: Der Super Mario Bros. Film als Diddy Kong
- 2023: Oppenheimer – Alex Wolff als Luis Walter Alvarez

### Series
- 2002: The Tribe – Charley Samau als Charlie
- 2002–2003: Der kleine Eisbär als Robby
- 2004–2005: Full Metal Panic! – Mamiko Noto als Shinji Kazama
- 2008: Teen Buzz – Justin Kelly als Noah Jackson
- 2009–2011: Zack & Cody an Bord – Larramie Doc Shaw als Marcus Little
- 2011: Supah Ninjas – Ryan Potter als Mike Fukunaga
- 2012–2014: Vampire Diaries – Nathaniel Buzolic als Kol Mikaelson
- 2014–2018: Die Thundermans – Jack Griffo als Max Thunderman (100 afleveringen)
- 2013–2017: Bates Motel – Freddie Highmore als Norman Bates
- 2014: Sam & Cat – Garrett Boyd als Jepson
- 2015: Scorpion – Aramis Knight als Paco
- 2015: 2 Broke Girls – Austin Falk als Nash
- 2015: Hamatora – Ryouta Oosaka als Nice
- 2015: Homeland – Suraj Sharma als Aayan Ibrahim
- 2015: Heroes Reborn – Robbie Kay als Tommy Clarke
- 2015–2019: Gotham – Cameron Monaghan als Jerome & Jeremiah Valeska
- 2016: Violetta – Damien Lauretta als Clément Galán/ Alex
- 2016: Alex & Co. – Leonardo Cecchi als Alex Leoni
- sinds 2019: Dr. Stone – Kengo Kawanishi als Gen Asagiri
- sinds 2019: The Boys – Jack Quaid als Hugh 'Hughie' Campbell
- sinds 2020: Star Trek: Lower Decks – Jack Quaid als Brad Boimler
- 2020–2023: Attack on Titan – Natsuki Hanae als Falco Grice
- 2021–2023: Tokyo Revengers – Shō Karino als Chifuyu Matsuno
- sinds 2022: Welcome to Flatch – als Dylan
- sinds 2023: Dr. Stone: New World – als Gen Asagiri
- sinds 2023: Frasier – Anders Keith als David Crane

## Theater
- 2002: Riverdance-programm
- 2003: Der traum vom weihnachtsabend-säbeltanz
- 2006: 100 jahre IEC

## Presentatie
- 2003: Women of the Year-Explosiv-Das magazin (RTL)
- 2010-2011: Chef en moderator bij jeugddradio RoN Fm
- 2013: Cheeese

- Gemeinsame Normdatei: 1061588475
- MusicBrainz: 73fd3af9-1974-4bb7-b9da-2330ffeb7d1b
- Virtual International Authority File: 311637093
- WorldCat: E39PBJmHFyXfqqFBHFdC8M9VYP